# Шеридан (округ, Северная Дакота)
Округ Шеридан (англ. Sheridan County) — округ в центральной части штата Северная Дакота в США. Население — 1710 человек (перепись 2000 года). Административный центр — Мак-Класки.
Округ назван в честь Филипа Генри Шеридана.

## География
Округ имеет общую площадь 2606 км², из которых 2517 км² приходится на сушу и 88 км² (3,38 %) — на воду.

## Демография
По данным переписи в 2000 году насчитывалось 1710 человек, 731 домохозяйство и 515 семей, проживающих в округе. Плотность населения составляла 1 человек на квадратный километр. Расовый состав: 99,24 % — белое население, 0,41 % — коренные американцы, 0,12 % — афроамериканцы, 0,06 % — прочие расы, и 0,18 % — смешанные расы. 72,3 % населения — немецкого происхождения, 12,5 % — норвежского.
Распределение населения по возрасту: 21,4 % составляют люди до 18 лет, 3,8 % — от 18 до 24 лет, 19,9 % — от 25 до 44 лет, 28,3 % — от 45 до 64 лет, и 26,6 % — в возрасте 65 лет и старше. Средний возраст составляет 48 лет. На каждые 100 женщин приходится 105,8 мужчин. На каждые 100 женщин в возрасте 18 лет и старше насчитывалось 104,3 мужчин.
Среднегодовой доход на домашнее хозяйство в городе составляет $ 24 450, а средний доход на семью составляет $ 30 156. Мужчины имеют средний доход $ 21 094, тогда как женщины $ 14 327. Доход на душу населения по округу составляет $ 13 283. Около 16 % семей и 21 % населения находятся ниже черты бедности, в том числе 24,9 % из них моложе 18 лет и 18,3 % в возрасте 65 лет и старше.

## Города
- Мак-Класки (англ. McClusky)
- Гудрич (англ. Goodrich)
- Мартин (англ. Martin)